# Aristolochia pringlei
Aristolochia pringlei är en piprankeväxtart som beskrevs av Joseph Nelson Rose. Aristolochia pringlei ingår i släktet piprankor, och familjen piprankeväxter. Inga underarter finns listade i Catalogue of Life.